# Vittoria Paganetti
Vittoria Paganetti (* 17. Juni 2006) ist eine italienische Tennisspielerin.

## Karriere
Paganetti spielt vorrangig vor allem auf Turnieren der ITF Women’s World Tennis Tour, wo sie bislang einen Titel im Doppel gewinnen konnte.
2022 erhielt sie Anfang September eine Wildcard für das Hauptfeld des mit 115.000 US-Dollar dotierten WTA Challenger-Turniers Open Delle Puglie, wo sie in der ersten Runde gegen Laura Pigossi mit 2:6 und 4:6 verlor. Im Hauptfeld des Damendoppel-Wettbewerbs konnte sie mit Partnerin Lucrezia Stefanini nicht antreten.
2023 trat sie bei der Qualifikation zum Juniorinneneinzel in Wimbledon an. Mit einem 2:6, 6:4 und [10:5] Sieg über Onyu Choi erreichte sie die zweite Runde der Qualifikation, konnte jedoch dann in der zweiten Rund7refe gegen Malwina Rowinska nicht antreten und schied aus. Im September erhielt sie abermals eine Wildcard für das Hauptfeld im Dameneinzel der Open Delle Puglie, wo sie diesmal ebenfalls in der ersten Runde gegen Carole Monnet mit 4:6 und 1:6 verlor.
2024 startete sie im Januar bei den Australian Open, wo sie im Juniorinneneinzel mit einem 62 und 6:4 Sieg gegen Alanis Hamilton in die zweite Runde einziehen konnte, dort aber gegen Mingge Xu mit 7:64, 4:6 und 2:6 verlor. Im Juniorinnendoppel verlor sie an der Seite von Francesca Gandolfi gegen Lea Nilsson und Hephzibah Oluwadare mit 6:2, 1:6 und [7:10]. Im Mai erhielt sie eine Wildcard für das Hauptfeld im Dameneinzel der Internazionali BNL d’Italia, ihrem ersten Turnier auf der WTA Tour.

## Turniersiege

### Doppel
| Nr. | Datum            | Turnier | Kategorie | Belag | Partnerin   | Finalgegnerinnen        | Ergebnis |
| --- | ---------------- | ------- | --------- | ----- | ----------- | ----------------------- | -------- |
| 1.  | 22. Februar 2025 | Antalya | ITF W15   | Sand  | Lisa Pigato | Živa Falkner Yūki Naitō | 6:3, 6:4 |